# Albert Lucas
Albert Lucas (ur. 1960) - Amerykanin, jeden z najwybitniejszych żonglerów XX w. Jest czołową postacią pragnącą włączenia żonglerki do programu igrzysk olimpijskich. Często prezentuje swój program na lodowisku.
Spośród jego osiągnięć należy wymienić żonglerkę:
- 14 obręczami
- 5 maczugami przez ponad 37 minut
- 8 talerzami
- 10 piłkami

Albert Lucas jest także posiadaczem wielu rekordów w jogglingu, w tym w biegu na 400 metrów przez płotki.